# Isthmura sierraoccidentalis
Espèce
Synonymes
- Pseudoeurycea belli sierraoccidentalis Lowe, Jones & Wright, 1968

Isthmura sierraoccidentalis est une espèce d'urodèles de la famille des Plethodontidae.

## Répartition
Cette espèce est endémique du Mexique. Elle se rencontre de 750 à 3 300 m d'altitude dans le Sonora et le Chihuahua.

## Publication originale
- Lowe, Jones & Wright, 1968 : A new plethodontid salamander from Sonora, Mexico. Contributions in Science, Natural History Museum of Los Angeles County, no 140, p. 1–11 (texte intégral).